# Aleksej Moesin-Poesjkin

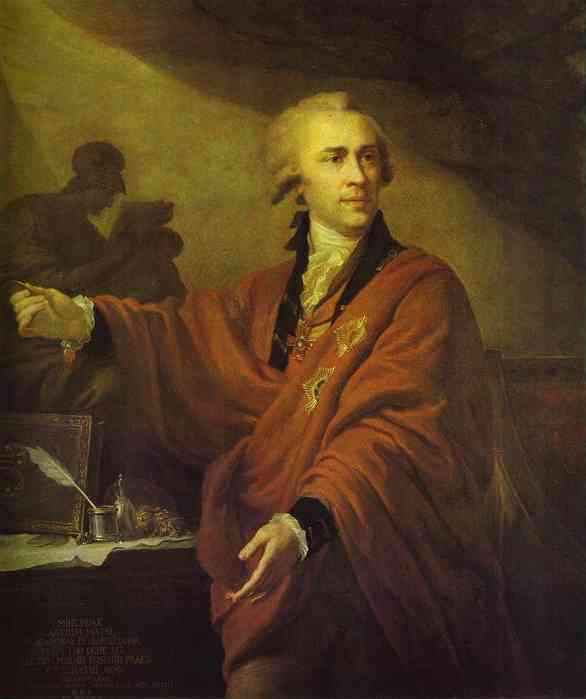
Graaf Moesjin-Poesjkin, 1794

Aleksej Ivanovitsj Moesin-Poesjkin (Russisch: Алексей Иванович Мусин-Пушкин) (Moskou, 27 juli 1744 – Sint-Petersburg, 13 februari 1817) was een Russisch staatsman, historicus en kunstverzamelaar. Van 1791 tot 1797 was hij opperprocureur van de Heiligste Regerende Synode. In 1797 verwierf hij de titel van graaf.
Moesin-Poesjkin werd vooral bekend als de ontdekker van een aantal Oudrussische teksten, meer in het bijzonder het Igorlied (12e eeuw), de Nestorkroniek (twaalfde eeuw),  de Laurentiuskronieken (lopend van 898 tot 1294) en de oudste versies van de Zadonsjtsjina (Het gebied voorbij de Don-rivier, 14e eeuw). Moesin-Poesjkin verwierf zijn belangrijkste manuscripten in 1793 via een gezant die een bundel oude handschriften hem kocht. Zijn gehele bibliotheek, waaronder het originele manuscript van het Igorlied, ging verloren tijdens de brand van Moskou (1812).